# Campeonato Africano de Atletismo Júnior de 1999
A 4ª edição do Campeonato Africano de Atletismo Júnior foi organizado pela Confederação Africana de Atletismo no período de 22 a 25 de julho de 1999, em Tunes na Tunísia, para atletas com menos de 19 anos. Foram disputadas 43 provas sendo 22 masculino e 21 feminino. 

## Medalhistas

### Masculino
| Evento                   | Ouro                                                                                    | Ouro     | Prata                                                                  | Prata    | Bronze                                                                                    | Bronze   |
| ------------------------ | --------------------------------------------------------------------------------------- | -------- | ---------------------------------------------------------------------- | -------- | ----------------------------------------------------------------------------------------- | -------- |
| 100 metros               | Harry Adu-Mfum (GHA)                                                                    | 10.52    | Souleymane Meité (CIV)                                                 | 10.70    | Eric Appiah (GHA)                                                                         | 10.74    |
| 200 metros               | Paul Gorries (RSA)                                                                      | 21.19    | Fernando Augustin (MRI)                                                | 21.42    | Harry Adu-Mfum (GHA)                                                                      | 21.73    |
| 400 metros               | Ousmane Niang (SEN)                                                                     | 47.41    | Fernando Augustin (MRI)                                                | 47.70    | California Molefe (BOT)                                                                   | 48.03    |
| 800 metros               | Mbulaeni Mulaudzi (RSA)                                                                 | 1:49.13  | Vincent Kemboi (KEN)                                                   | 1:49.66  | Abdelkabir Louraïbi (MAR)                                                                 | 1:50.47  |
| 1 500 metros             | Peter Kipkoech (KEN)                                                                    | 3:45.81  | Rashid Ramzi (MAR)                                                     | 3:47.13  | Reda Khaldi (ALG)                                                                         | 3:50.10  |
| 5 000 metros             | Reuben Kamzee (KEN)                                                                     | 13:43.30 | Duncan Lebo (KEN)                                                      | 13:46.48 | Driss Benismail (MAR)                                                                     | 14:11.11 |
| 10 000 metros            | Duncan Lebo (KEN)                                                                       | 29:59.27 | Reuben Kamzee (KEN)                                                    | 29:59.34 | Jeffrey Gwebu (RSA)                                                                       | 30:21.93 |
| 110 metros barreiras     | Ryan Jackson (RSA)                                                                      | 14.60    | Selwyn Lieutier (MRI)                                                  | 14.79    | Hamdi Mhirsi (TUN)                                                                        | 15.00    |
| 400 metros barreiras     | Alwyn Myburgh (RSA)                                                                     | 51.03    | Mohamed Mouhlal (MAR)                                                  | 52.13    | Héni Kéchi (TUN)                                                                          | 52.51    |
| 3 000 metros obstáculos  | Raymond Yator (KEN)                                                                     | 8:19.84  | Christopher Soget (KEN)                                                | 8:20.07  | Abdelatif Chemlal (MAR)                                                                   | 8:45.78  |
| Revezamento 4×100 metros | África do Sul · Daniel Mahlangu · Ryan Jackson · Tshepo Thobelangope · Paul Gorries     | 41.42    | Gana · Eric Appiah · Seidu Duah · Anthony Essumang · Harry Adu-Mfum    | 41.74    | Botswana · Tshepho Kelaotswe · Albert Kelebele · California Molefe · Otawsitse Kamopede   | 42.02    |
| Revezamento 4×400 metros | África do Sul · Tshepo Thobelangope · Molensi Mpholaleng · Alwyn Myburgh · Paul Gorries | 3:13.01  | Tunísia · Khabab Bousnina · Héni Kéchi · Selim Medersi · Laroussi Titi | 3:15.75  | Botswana · Othusistse Ramophedi · Tshepho Kelaotswe · Albert Kelebele · California Molefe | 3:20.00  |
| 10 km marcha             | Sofiene Azouzi (TUN)                                                                    | 49:10.64 | Ismail Bendoumia (ALG)                                                 | 49:36.29 | Ahmed Amira (ALG)                                                                         | 51:49.03 |
| Salto em altura          | Kabelo Mmono (BOT)                                                                      | 2.05 m   | Mohamed Ouaziz (ALG)                                                   | 1.95 m   | Fernando Nana (BUR)                                                                       | 1.85 m   |
| Salto à vara             | Béchir Zaghouani (TUN)                                                                  | 4.80 m   | Karim Berhaiem (TUN)                                                   | 4.60 m   | Mouloud Ziani (ALG)                                                                       | 4.00 m   |
| Salto em comprimento     | Daniel Mahlangu (RSA)                                                                   | 7.45 m   | Jonathan Chimier (MRI)                                                 | 7.44 m   | Anthony Essumang (GHA)                                                                    | 7.42 m   |
| Triplo salto             | Abdallah Machraoui (TUN)                                                                | 15.57 m  | Mourad Tabbache (ALG)                                                  | 14.75 m  | Yahya Berrabah (MAR)                                                                      | 14.71 m  |
| Arremesso de peso        | Hicham Aït Aha (MAR)                                                                    | 16.56 m  | Mohamed Meddeb (TUN)                                                   | 15.36 m  | Mohsen Bousnina (TUN)                                                                     | 15.19 m  |
| Lançamento de disco      | Hannes Hopley (RSA)                                                                     | 54.97 m  | Hatem El-Kébir (TUN)                                                   | 49.60 m  | Mohsen Bousnina (TUN)                                                                     | 47.53 m  |
| Lançamento de martelo    | Ahmed Abdelraouf (EGY)                                                                  | 59.02 m  | Saber Souid (TUN)                                                      | 58.07 m  | Wael Abou Dhab (EGY)                                                                      | 54.78 m  |
| Lançamento de dardo      | Gerhardus Pienaar (RSA)                                                                 | 70.03 m  | Sadek Al-Mohsen (EGY)                                                  | 63.29 m  | Sofiène El-Ajra (TUN)                                                                     | 56.08 m  |
| Decatlo                  | Mustapha Kheirallah (EGY)                                                               | 6763 pts | Abdel Hamid Médjamia (ALG)                                             | 6202 pts | Mohamed Khal Letaief (TUN)                                                                | 5625 pts |

### Feminino
| Evento                   | Ouro                                                                         | Ouro     | Prata                                                                            | Prata    | Bronze                                                                     | Bronze   |
| ------------------------ | ---------------------------------------------------------------------------- | -------- | -------------------------------------------------------------------------------- | -------- | -------------------------------------------------------------------------- | -------- |
| 100 metros               | Makaridja Sanganoko (CIV)                                                    | 11.74    | Anais Oyembo (GAB)                                                               | 11.94    | Awatef Hamrouni (TUN)                                                      | 11.98    |
| 200 metros               | Makaridja Sanganoko (CIV)                                                    | 24.23    | Awatef Ben Hassine (TUN)                                                         | 24.59    | Aisha Pinamang (GHA)                                                       | 24.69    |
| 400 metros               | Awatef Ben Hassine (TUN)                                                     | 54.54    | Akosua Serwaa (GHA)                                                              | 55.16    | Ethel Lokko (GHA)                                                          | 55.86    |
| 800 metros               | Abir Nakhli (TUN)                                                            | 2:06.89  | Nancy Langat (KEN)                                                               | 2:07.01  | Akosua Serwaa (GHA)                                                        | 2:07.80  |
| 1 500 metros             | Jeruto Kiptum (KEN)                                                          | 4:19.61  | Seltana Aït Hammou (MAR)                                                         | 4:19.94  | Meryem Karouani (MAR)                                                      | 4:20.05  |
| 3 000 metros             | Malika Asahssah (MAR)                                                        | 9:15.11  | Pamela Kiyara (KEN)                                                              | 9:23.50  | Fouzia Zoutat (ALG)                                                        | 9:23.56  |
| 10 000 metros            | Beatrice Toroitich (KEN)                                                     | 36:08.03 | Siphuluwazi Sibindi (ZIM)                                                        | 36:37.37 | Simret Sultan (ERI)                                                        | 36:53.30 |
| 100 metros barreiras     | Stéphanie Domaingue (MRI)                                                    | 14.36    | Hamida Benhocine (ALG)                                                           | 14.71    | Hajer Jelel (EGY)                                                          | 14.85    |
| 400 metros barreiras     | Lantosoa Razafinjanahary (MAD)                                               | 60.15    | Houria El-Mohandis (MAR)                                                         | 61.66    | Najia Bouaati (MAR)                                                        | 61.83    |
| Revezamento 4×100 metros | Tunísia · Awatef Hamrouni · Awatef Ben Hassine · Saloua Dellagi · Nadia Abid | 46.98    | Gana · Aisha Pinamang · Ethel Lokko · Margaret Simpson · Esther Dankwa           | 47.13    | Argélia · Sarah Bouaoudia · Sara Arrous · Houria Moussa · Hamida Benhocine | 47.89    |
| Revezamento 4×400 metros | Gana · Grace Nartey · Esther Dankwa · Akosua Serwaa · Ethel Lokko            | 3:41.83  | Tunísia · Awatef Ben Mansour · Abir Nakhli · Maha Chaouachi · Awatef Ben Hassine | 3:42.66  | Argélia · Houria Moussa · Hamida Benhocine · Sarah Bouaoudia · Sara Arrous | 3:58.32  |
| 5 km marcha              | Chaima Trabelsi (TUN)                                                        | 26:04.45 | Rania Hammani (TUN)                                                              | 26:06.35 | Hakima Embarek (ALG)                                                       | 26:46.16 |
| Salto em altura          | Nicolize Steyn (RSA)                                                         | 1.82 m   | Marizca Gertenbach (RSA)                                                         | 1.76 m   | Sameh Drid (TUN)                                                           | 1.65 m   |
| Salto com vara           | Sirine Balti (TUN)                                                           | 3.65 m   | Sylma Jordaan (RSA)                                                              | 3.40 m   | Aida Mohsni (TUN)                                                          | 3.15 m   |
| Salto em comprimento     | Koïta Yah Soucko (MLI)                                                       | 5.77 m   | Zine-Bahi Othmani (TUN)                                                          | 5.70 m   | Linda Félix (SEY)                                                          | 5.55 m   |
| Triplo salto             | Ilhem Ben Salah (TUN)                                                        | 12.86 m  | Mariette Mien (BUR)                                                              | 12.23 m  | Ghada Ismail (EGY)                                                         | 12.07 m  |
| Arremesso de peso        | Amira Naji (EGY)                                                             | 14.15 m  | Afef Ben Khaled (TUN)                                                            | 12.30 m  | Ines Boujenfa (TUN)                                                        | 12.17 m  |
| Lançamento de disco      | Darine Hajabi (TUN)                                                          | 43.44 m  | Ines Boujenfa (TUN)                                                              | 41.12 m  | Kazai Suzanne Kragbé (CIV)                                                 | 39.32 m  |
| Lançamento de martelo    | Melissa Sooprayen (MRI)                                                      | 43.85 m  | Racha Kerim (EGY)                                                                | 43.42 m  | Nabila Kérouche (ALG)                                                      | 40.42 m  |
| Lançamento de dardo      | Daria Smith (NAM)                                                            | 46.91 m  | Ola Ali (EGY)                                                                    | 40.79 m  | Nesrine Mohamed (EGY)                                                      | 40.29 m  |
| Heptatlo                 | Margaret Simpson (GHA)                                                       | 5366 pts | Stéphanie Domaingue (MRI)                                                        | 4673 pts | Soraya Mehdioui (ALG)                                                      | 4652 pts |